# Amy Irving
Amy Davis Irving (Palo Alto, 10 settembre 1953) è un'attrice statunitense.

## Biografia
Figlia d'arte, il padre Jules Irving era regista e produttore teatrale, mentre la madre l'attrice Priscilla Pointer, che spesso è apparsa sullo schermo accanto alla figlia, proprio nel ruolo di sua madre; è sorella del regista David Irving e della cantante Katie Irving. Ha frequentato il liceo artistico a New York, il conservatorio a San Francisco e l'accademia di musica e arte drammatica di Londra. 
Ha iniziato a recitare in teatro all'inizio degli anni settanta. Ha fatto il suo esordio al cinema nel 1976 in Carrie - Lo sguardo di Satana di Brian De Palma, pellicola con cui si è fatta conoscere dal grande pubblico. Nel 1978 ha continuato la sua collaborazione con De Palma, recitando nel thriller-horror Fury, con Kirk Douglas e John Cassavetes.
Nel 1980 le è stato dato un Razzie Awards come peggior attrice non protagonista per la sua interpretazione nella pellicola Accordi sul palcoscenico. Questo premio, essendo stato istituito proprio nel 1980, ne ha fatto dunque la prima attrice ad averlo ricevuto nella sua categoria. 
Nel 1983 è stata candidata all'Oscar alla miglior attrice non protagonista per il film Yentl, diretto da Barbra Streisand. Nel 1984 ha interpretato il ruolo della principessa Anjuli nella serie televisiva inglese Padiglioni lontani, tratta dall'omonimo libro di Mary Margaret Kaye.
Nel 1988 ha prestato la sua voce all'affascinante Jessica Rabbit in Chi ha incastrato Roger Rabbit nella canzone che Jessica canta nel night club, Why don't you do right, ottenendo un notevole apprezzamento da parte della critica. Nel 1989 è stata candidata al Golden Globe per la sua interpretazione nella commedia romantica Dall'altro lato della strada. Nello stesso anno ha partecipato al video del singolo Liberian Girl di Michael Jackson. 
Tra le sue successive interpretazioni, è da ricordare quella in Traffic (2000) di Steven Soderbergh.

## Vita privata
Amy Irving è stata la compagna del regista Steven Spielberg dal 1976 al 1979. La rottura del legame con Spielberg le costerà il ruolo di Marion Ravenwood in I predatori dell'arca perduta (1981), che le era stato precedentemente offerto.  Nel 1980 ha avuto una breve relazione con il cantante e attore Willie Nelson, conosciuto durante le riprese del film Accordi sul palcoscenico. Nel 1984 ha ripreso la relazione con Spielberg e i due si sono poi sposati nel 1985; lo stesso anno è nato il loro figlio, Max Samuel. Nel 1989 la coppia ha divorziato e, in base a una sentenza in cui il giudice ha riconosciuto come valido un accordo prematrimoniale scritto su un tovagliolo, la Irving riceverà una buonuscita di ben 100 milioni di dollari.
Nel 1990 ha conosciuto il regista brasiliano Bruno Barreto, e tra i due è nato un sodalizio professionale e sentimentale. Sono stati sposati dal 1990 al 2005, anno del loro divorzio, e anche da questo matrimonio la Irving ha avuto un figlio, Gabriel Davis (1990). 
Dal 2007 è sposata con il regista di documentari Kenneth Bowser Jr. Ha un figliastro, nato dal primo matrimonio di Bowser.

## Filmografia

### Attrice

#### Cinema
- Carrie - Lo sguardo di Satana (Carrie), regia di Brian De Palma (1976)
- Fury (The Fury), regia di Brian De Palma (1978)
- Voices, regia di Robert Markowitz (1979)
- Accordi sul palcoscenico (Honeysuckle Rose), regia di Jerry Schatzberg (1980)
- Competition (The Competition), regia di Joel Oliansky (1980)
- Yentl, regia di Barbra Streisand (1983)
- Micki e Maude (Micki + Maude), regia di Blake Edwards (1984)
- Il potere magico (Rumpelstiltskin), regia di David Irving (1987)
- Dall'altro lato della strada (Crossing Delancey), regia di Joan Micklin Silver (1988)
- Prova di forza (A Show of Force), regia di Bruno Barreto (1990)
- Beneficio del dubbio (Benefit of the Doubt), regia di Jonathan Heap (1993)
- Cleptomania (Kleptomania), regia di Don Boyd (1995)
- Giorni di passione (Carried Away), regia di Bruno Barreto (1996)
- Una coppia di scoppiati (I'm Not Rappaport), regia di Herb Gardner (1996)
- Harry a pezzi (Deconstructing Harry), regia di Woody Allen (1997)
- Poliziotto speciale (One Tough Cop), regia di Bruno Barreto (1998)
- The Confession, regia di David Hugh Jones (1998)
- Carrie 2 - La furia (The Rage: Carrie 2), regia di Katt Shea (1999)
- Blue Ridge Fall, regia di James Rowe (1999)
- Bossa Nova, regia di Bruno Barreto (1999)
- Traffic, regia di Steven Soderbergh (2000)
- Tredici variazioni sul tema (Thirteen Conversations About One Thing), regia di Jill Sprecher (2001)
- Tuck Everlasting - Vivere per sempre (Tuck Everlasting), regia di Jay Russell (2002)
- Nascosto nel buio (Hide and Seek), regia di John Polson (2005)
- Adam, regia di Max Mayer (2009)
- Unsane, regia di Steven Soderbergh (2018)
- Confetti, regia di Ann Hu (2020)
- A Mouthful of Air, regia di Amy Koppelman (2021)

#### Televisione
- A tutte le auto della polizia (The Rookies) – serie TV, 1 episodio (1975)
- Pepper Anderson - Agente speciale (Police Woman) – serie TV, 1 episodio (1975)
- Happy Days – serie TV, episodio 3x14 (1975)
- James Dean, regia di Robert Butler – film TV (1976)
- Dinastia (Dynasty), regia di Lee Philips – film TV (1976)
- Il duello (Panache), regia di Gary Nelson – film TV (1976)
- Militari di carriera (Once an Eagle) – miniserie TV, 7 puntate (1976-1977)
- I'm a Fool, regia di Noel Black – film TV (1977)
- Padiglioni lontani (The Far Pavilions), regia di Peter Duffell – miniserie TV (1984)
- Great Performances – serie TV, 1 episodio (1985)
- Anastasia - L'ultima dei Romanov (Anastasia: The Mystery of Anna), regia di Marvin J. Chomsky – miniserie TV (1986)
- Nightmare Classics – serie TV, 1 episodio (1989)
- Ai confini della realtà - I tesori perduti (Twilight Zone: Rod Serling's Lost Classics), regia di Robert Markowitz – film TV (1994)
- Spin City – serie TV, 1 episodio (1999)
- Law & Order - Unità vittime speciali (Law & Order: Special Victims Unit) – serie TV, episodio 3x01 (2001)
- Alias – serie TV, 9 episodi (2002-2005)
- Dr. House - Medical Division (House, M.D.) – serie TV, episodio 7x03 (2010)
- Zero Hour – serie TV, 10 episodi (2013)
- The Affair - Una relazione pericolosa (The Affair) – serie TV, episodio 4x05 (2018)

### Doppiatrice
- Chi ha incastrato Roger Rabbit (Who Framed Roger Rabbit), regia di Robert Zemeckis (1988)
- Fievel conquista il West (An American Tail: Fievel Goes West), regia di Phil Nibbelink e Simon Wells (1991)
- Storie della mia infanzia (Stories from My Childhood) – serie TV, 1 episodio (1998)

## Doppiatrici italiane
Nelle versioni in italiano dei suoi film, Amy Irving è stata doppiata da: 
- Rossella Izzo in Yentl, Anastasia - L'ultima dei Romanov, Giorni di passione, Unsane
- Emanuela Rossi in Micki e Maude, Harry a pezzi, The Confession
- Fabrizia Castagnoli in Padiglioni lontani, Alias, The Affair - Una relazione pericolosa
- Antonella Rinaldi in Poliziotto speciale, Tuck Everlasting - Vivere per sempre
- Stefanella Marrama in Bossa Nova, Traffic
- Isabella Pasanisi in Carrie - Lo sguardo di Satana, Dr. House - Medical Division
- Roberta Paladini in Fury
- Pinella Dragani in Il potere magico
- Marina Tagliaferri in Dall'altro lato della strada
- Ludovica Marineo in Beneficio del dubbio
- Patrizia Salmoiraghi in Ai confini della realtà - I tesori perduti
- Aurora Cancian in Carrie 2 - La furia
- Alessandra Korompay in Tredici variazioni sul tema
- Nadia Ferrero in Nascosto nel buio
- Luisa Ziliotto in Adam

Da doppiatrice è sostituita da:
- Paila Pavese in Chi ha incastrato Roger Rabbit
- Maria Pia Di Meo in Fievel conquista il West

## Riconoscimenti
Premi Oscar 1984 – Candidatura all'Oscar alla miglior attrice non protagonista per Yentl